# Fricamps
Fricamps település Franciaországban, Somme megyében. Lakosainak száma 179 fő (2022. január 1.). Fricamps Bussy-lès-Poix, Croixrault, Saint-Aubin-Montenoy és Thieulloy-l’Abbaye községekkel határos.

## Népesség
A település népességének változása:
| Lakosok száma | 166  | 171  | 173  | 176  | 177  | 185  | 183  | 181  | 179  |
|               | 2013 | 2015 | 2016 | 2017 | 2018 | 2019 | 2020 | 2021 | 2022 |